# ميك كين (ممثل)
ميك كين (بالإنجليزية: Mick Cain)‏ هو ممثل أمريكي، ولد في 4 أغسطس 1978 في شيكاغو في الولايات المتحدة.

## وصلات خارجية
- ميك كين على موقع IMDb (الإنجليزية)
- ميك كين على موقع ألو سيني (الفرنسية)
- ميك كين على موقع أول موفي (الإنجليزية)
- ميك كين على موقع قاعدة بيانات الفيلم (الإنجليزية)
- ميك كين على موقع كينوبويسك (الروسية)